# Pierre-Ernest Weiss
Pierre-Ernest Weiss (Mulhouse, 25 marzo 1865 – Lione, 24 ottobre 1940) è stato un fisico francese ed uno degli sviluppatori del magnetismo. Da lui hanno preso il nome i domini di Weiss.

## Carriera
Dal 1883 al 1886 studiò Ingegneria Meccanica presso l'ETH a Zurigo, diplomandosi nel 1887.
Nel 1888 fu ammesso all'École Normale Supérieure a Parigi.
Nel 1895 fu nominato maître de conférences presso l'Università di Rennes, ed ottenne lo stesso titolo nel 1899 all'Università di Lione.
Nel 1902 divenne professore all'ETH, dove aveva studiato, ed iniziò le sue ricerche in campo magnetico, seguito da molti Fisici.
Durante la prima guerra mondiale partecipò ad alcune ricerche per la difesa e nel 1919 fondò un istituto di Fisica presso l'Università di Strasburgo.